# For What It's Worth
„For What It's Worth“ je píseň americké skupiny Buffalo Springfield. Jejím autorem je Stephen Stills. Vyšla na druhém vydání prvního alba skupiny Buffalo Springfield v březnu 1967 (album původně vyšlo v prosinci 1966 a místo „For What It's Worth“ obsahovalo píseň „Baby Don't Scold Me“). Již v lednu 1967 vyšla píseň jako singl, na jehož druhé straně se nacházela píseň „Do I Have to Come Right Out and Say It?“. Singl se umístil na sedmé příčce hitparády Billboard Hot 100. Časopis Rolling Stone píseň zařadil na 63. pozici žebříčku 500 nejlepších písní všech dob. Coververze písně nahráli například Led Zeppelin, Ozzy Osbourne, Rush a Ann Wilson.